# Pihalnik
Pihalnik je preprosto orožje, sestavljeno iz dolge, ozke cevi, skozi katero uporabnik s pihanjem potisne izstrelek. Domet je torej omejen z močjo pljuč strelca. Kot izstrelek se lahko uporabljajo semena, kroglice iz gline, majhne sulice ipd.
Tehnologijo pihalnikov je skozi zgodovino razvilo več ljudstev širom sveta, vključno s prebivalci Amerik, Zahodne Evrope in Jugovzhodne ter Vzhodne Azije. Večinoma so se uporabljali za lov na manjše sesalce in ptice, v manjši meri pa tudi za vojskovanje. Južnoameriški staroselci so znani po uporabi izstrelkov, namočenih v kurare ali kak podoben strup, ki onesposobi žrtev, tudi če je sama sila izstrelka ne.
V sodobnem času se razvija tudi kot šport, najaktivneje različica, ki uporablja tradicionalno japonsko različico pihalnika (fukija).